# Петроградский собор 1917 года
Первый и учредительный собор Экзархата для русских католиков византийского обряда, состоялся  28 - 31 мая 1917 года в  столице Российской империи городе Петрограде, был созван митрополитом УГКЦ Андреем (Шептицким) и избравший экзарха протопресвитера  Леонид Федоров. Собор позволил оформиться Поместной Католической церкви sui juris - Российской католической церкви византийского обряда, состоящей из двух Экзархатов: Апостольский экзархат России и Апостольский экзархат Харбина, а также общин  Русского апостолата в Зарубежье, придерживающихся русской синодальной богослужебной традиции.

## Подготовительная комиссия
Особая комиссия в составе Леонида Федорова, Глеба Верховского и Диодора Колпинского, воспользовавшись предоставленным правом привлекать к работе экспертов, а менно С.А. Лихарева, знатока древних языков, при содействии товарища  Обер-прокурора
Синода А.В. Карташёва осуществила работу с греческими и славянскими источниками в Публичной библиотеке, а также труды Никольского, Скабаллановича, Орлова, Мансветова, Лисицына, Дмитриевского, Тураева.

## Участники
Председатель: Митрополит Андрей (Шептицкий)
Секретарь: Диодор Колпинский
Приглашены представители римско-католической иерархии в России архиепископ Эдуард Ропп, епископ Ян Цепляк, каноник Сигизмунд Лозинский и Луцкий греко-католический епископ Иосиф Боцян, а также 
все действующие на тот момент в России священники  византийского обряда:
протопресвитер Экзарх Леонид Федоров, Епифаний Акулов, Владимир Абрикосов, Глеб Верховский, Иван Дейбнер, Алексей Зерчанинов, Евстафий Сусалев.
Миряне: профессор Императорской римско-католической духовной академии Тржесяк, инженер-технолог Владимир Васильевич Балашов, директор католической гимназии св. Екатерины - Цибульский и князь Петр Волконский.
После литургии, отслуженной в Мальтийской церкви, собор открылся в помещении гимназии Святой Екатерины

## Основные положения
Собор, как форма выражения принципа поместности церкви, т.е. осознанной внутренней зрелости и глубины, имел следующие основные направления в своей работе:
Принятие конституционных положений правового, канонического статуса.
Собор определил в области церковно-государственных отношений следующее:

25. Считаем для нас в настоящее время необходимым полную независимость Церкви от государства.
26. Однако, считаем нужным легализацию общим явочным порядком— Бурман Василий фон, диакон ЧСВ. Леонид Федоров. Рим, 1966. с. 325.
.
 
По вопросам, связанным с организацией собственной внутрицерковной дисциплинарной жизни оговаривалось:

13. Мы придерживаемся восточного канонического права, выраженного в правилах св. Апостолов, вселенских и поместных соборов, св. Отцов, настолько, насколько оно во всей Восточной Церкви, при современных условиях, является обязательным и выполнимым.
14. Дисциплинарные каноны и правила западной католической Церкви, установленные после 7-го Вселенского Собора, как на Вселенских, так и на поместных соборах, а также и особенными декретами, буллами и бреве Римских Архиереев, по принципу католической Церкви, не признаются для нас обязательными.
15. Дисциплинарные постановления Римского архиерея и Вселенских Соборов обязательны для нас только в том случае, когда в этих постановлениях ясно указано, что они обязывают Восточную Церковь и вводят в ней новый закон
22. Экзарх может пользоваться поместным законодательством русской, греческой и других воссоединенных и не воссоединенных церквей, как западного, так и восточного обряда, а также законодательством латинской Церкви для временного разрешения недоуменных вопросов ежедневной практики— Бурман В. Леонид Федоров. Рим, 1966. с. 324
.

### Канонический статус
За несколько часов было достигнуто то, чего столетиями не удавалось оформить царскому правительству— Волконский П.М., кн. Экзарх Леонид Федоров // Логос. Брюссель: Жизнь с Богом, № 48, 1993
Было установлено: учредить Экзархат и назначить экзарха, которым стал протопресвитер Леонид Федоров. Соборный акт был скреплен подписями всех присутствующих, прозвучала присяга восточного духовенства Папе и своему возглавителю – экзарху. Таким образом, как пишет князь Петр Волконский: 

Русские католики были, наконец, официально, канонично и открыто организованы и выделены в особую группу со своей канонической иерархией, временно подчиненной митрополиту Шептицкому, а потом, после утверждения Папой, непосредственно Римскому Престолу— Волконский П.М. Экзарх Леонид Федоров // Логос, № 48, 1993. с. 20 - 21
.
 

### Иерархическое положение экзарха
Для управления русской католической Церковью восточного обряда временно назначается экзарх в сане протопресвитера, которому подчиняются все епархии в пределах Государства Российского за исключением епархий Малой и Белой Руси в их этнографических границах…  Экзарх, по принадлежащему ему праву, имеет на всей вышеозначенной территории епископскую власть… Экзарх имеет право пользоваться теми привилегиями, которые Апостольский Римский Престол предоставляет епископам на трехлетние и пятилетние сроки— Бурман В. Леонид Федоров. Рим, 1966. с. 324
.

24 февраля 1921 года Экзархат - официально утвержден, папа Бенедикт XV подтвердил полномочия данные митрополиту Шептицкому своим предшественником папой Пием X.
1 марта 1921 года Леонид Федоров утвержден экзархом.

### Богослужебно-литургические вопросы
Nec plus, nec minus, nec altiter— "Пий X"
Дисциплина церковного устава (Типикон), совершение таинств, сохранение традиций в обрядовой и церковно бытовые вопросы отразились в соборных постановлениях:

2. Признавая Верховного Архиерея верховным законодателем всех церквей и руководителем христианской жизни, принимаем все его указания и советы и все рекомендованные им культы, строго сохраняя в их богослужебной форме греко-восточный обряд, согласно его же указаниям.
3. Не принимаем никакой богослужебной формы латинского обряда…
27. По предписанию Апостольского Римского Престола употребляем тот обряд, который существует в настоящее время в России, не допуская никаких изменений.
28. Избегая всякого произвола, мы обязаны стремиться к полному однообразию в служебной практике.
29. Можем соблюдать безразлично древне-русскую или новую форму нашего обряда, не смешивая однако одной формы с другой.
54. Священники должны приучать народ к сознательному и деятельному участию в богослужении и по возможности заводить всеобщее пение— Бурман фон В. Леонид Федоров. Рим, 1966. сс. 325, 324, 326-327
.

### Дисциплина клира
43. В сношениях с паствой священник должен руководствоваться духовной пастырской любовью.
44. Работа пастырей над верными должна быть всегда соединена с духом молитвы и с созерцательной жизнью. Мы никогда не должны забывать, что весь успех апостольского дела зависит от Божией благодати и нашей святости. Священник, забывший эту истину, приносит скорее вред, нежели пользу.
46. … Священник должен стараться благоговейным и строго литургическим богослужением, соединенным с евангельской простотой, учить верных благочестию.
56. Отличительный признак во внешнем поведении духовного лица – его скромность, благоразумие. Поэтому духовенству должны быть чужды все светские манеры и замашки, привычки и обычаи.
59. Разрешается посещать научные и популярные собрания.., а также серьезные концерты с музыкой и пением— Бурман В. Леонид Федоров. Рим, 1966. сс. 324-328
.

### Отношения со светским миром
Хотя мы и подчиняемся советской власти вполне искренно, но смотрим на нее, как на наказание Божие за грехи наши— Из слов Л. Федорова на суде // Волконский. с. 37
.

### Отношения с латинским клиром
Только те, кто становятся католиками восточного обряда, являются "настоящим семенем" будущего единения. Они совершают тяжкий подвиг под градом насмешек и укоризн как со стороны православных, так и со стороны своих братьев латинян; но, мало-помалу, самим своим существованием они открывают русским людям глаза на вселенский дух католической Церкви— Л. Федоров // Волконский. с. 28
.

Россия не Конго и Замбези, не Китай и Япония, куда нужно идти и проповедовать с крестом в руке, а страна с очень древней, в плоть и кровь вошедшей христианской культурой, в сущности своей вполне католической и искаженной только по форме и по своему применению на практике— Л. Федоров письмо к А. Евреинову, 1920 // Логос,№ 48, 1993. с. 50
.

По большому счету русские католики должны были защищать свою собственную оригинальную идею, родившуюся непосредственно в русской религиозной среде, той среде, которая искала выхода из кризисного состояния Русской Церкви на путях возвращения ее в лоно вселенского христианства— Юдин А.В. Леонид Федоров. М.: Христианская Россия, 2002. с. 112
.